# Croton fluminensis
Espèce
Croton fluminensis est une espèce de plantes à fleurs du genre Croton et de la famille des Euphorbiaceae, présente au sud-est du Brésil.
Il a pour synonyme :
- Oxydectes fluminensis, (K.Schum.) Kuntze